# 益田駅
益田駅（ますだえき）は、島根県益田市駅前町にある、西日本旅客鉄道（JR西日本）の駅である。

## 概要
山陰本線を所属線としており、当駅を終点とする山口線を加えた2路線が乗入れている。
山陰本線は当駅を境に運転系統が分断されており、同線当駅以東は浜田鉄道部が管理し、同線戸田小浜以西は長門鉄道部 が管理する。
2005年3月1日に「いそかぜ」が廃止され、「スーパーおき」は当駅から山口線へ入るため、現在は当駅 - 幡生駅間では定期優等列車が一本も運転されていない。また、当駅 - 長門市駅間は、運行本数が1桁台となっている。
事務管コードは▲640772。

## 歴史
- 1923年（大正12年）
  - 4月1日：鉄道省山口線津和野駅 - 当駅間延伸時に終着駅である石見益田駅（いわみますだえき）として開設。客貨取扱開始[1]。
    - 当初、山陰本線は未開通であり山口線所属駅であった[5]。
    - 東北本線に増田駅（1963年に名取駅に改称）があったため、「石見」の旧国名を冠した。

  - 12月26日：山陰本線三保三隅駅 - 当駅間延伸、同線所属駅に変更する[4]。
- 1925年（大正14年）3月8日 - 山陰本線が石見小浜駅（現：戸田小浜駅）まで延伸される。
- 1961年（昭和36年）：現駅舎竣工。
- 1966年（昭和41年）10月1日：益田駅（ますだえき）に改称[3]。
- 1987年（昭和62年）4月1日：国鉄分割民営化に伴い、JR西日本・JR貨物の駅となる[8]。
- 1990年（平成2年）3月10日：普通列車（快速含む）が系統分割、全列車が当駅始発・終着となる。
- 1997年（平成9年）3月22日：当駅発着貨物列車設定消滅[4]。
  - 専用線が山口線に並走し、駅西側の高津川に面した場所にあるダイワボウレーヨン工場へ続いていた。レーヨン製造に必要な濃硫酸や二硫化炭素、苛性ソーダのような化学薬品や工場燃料用重油入荷がタンク車を使用して行われていた（山陽本線新南陽駅発着）。なお、当駅を通過する貨物列車そのものは美祢線美祢駅 - 山陰本線岡見駅間列車が引続き運転されていた。
- 2001年（平成13年）7月7日：特急「いそかぜ」が系統分割され、米子駅 - 当駅間を特急「スーパーくにびき（現・スーパーまつかぜ）」とし、「いそかぜ」は当駅 - 小倉駅間となる。これをもって山陰本線当駅以東と以西を直通運転する定期列車は全廃された。
- 2006年（平成18年）7月29日：再開発による複合ビル「益田駅前ビル EAGA」が駅前に開業。
- 2013年（平成25年）7月28日：豪雨災害に伴い線路が被災、山陰本線長門市方面、山口線山口方面が運休（山陰本線当駅 - 須佐駅間については11月9日に、山口線当駅 - 津和野駅間については11月16日に運行再開）。
- 2014年（平成26年）4月1日：JR貨物の駅が廃止、貨物取扱全廃[9]。
- 2020年（令和2年）4月12日：みどりの券売機プラスが営業開始[10]。
- 2021年（令和3年）5月14日：この日をもってみどりの窓口の臨時窓口も営業を終了。
- 2024年（令和6年）11月2日：大雨災害により、石見津田駅 - 当駅間の沿線で斜面に亀裂を発見したため、三保三隅駅 - 当駅間で当面の間運転を取りやめとなり、新山口発のスーパーおきは、暫定的に当駅止まりとなる。
  - 11月30日：不通となっていた、三保三隅駅 - 当駅間の運転再開[11]。

## 駅構造
単式・島式ホーム混合2面3線を有する地上駅。駅本屋側に単式ホーム1番のりばがあり、島式2・3番のりばとは跨線橋で連絡している。また、3番のりば外側には留置線があり、夜間滞泊も行われている。2階建て駅舎は1961年（昭和36年）に改築されたもの。
浜田鉄道部 管理の直営駅 で、みどりの券売機プラスが設置されている。

### のりば
| のりば | 路線       | 方向 | 行先                   |
| ------ | ---------- | ---- | ---------------------- |
| 1 - 3  | 山陰本線   | 上り | 出雲市・松江・米子方面 |
| 1 - 3  | ■ 山陰本線 | 下り | 東萩・長門市方面       |
| 1 - 3  | ■ 山口線   | -    | 津和野・新山口方面     |

#### 付記事項
- 3線共に山口線を含めた3方向への発車に対応している。
- 1番のりばが山陰線下り本線、2番のりばが山口線本線、3番のりばが山陰線上り本線であるが、「スーパーおき」以外の列車は全て当駅始終着のため、方向別発着番線では無い。なお、特急列車については、新山口方面 / 出雲市方面共に全て1番のりばに停車する[注 1]。また、1番のりばは戸田小浜方からの入線に対応していない。この他、3番のりば横にホームの無い待避線があり、山陰本線両方向の出入りに対応しているが、山口線には出入り出来ない。
- 駅掲示用運賃表では、かつての広島支社が採用したラインカラーは使用されておらず、山陰本線長門市方面は青（■）、山口線は灰色（■）で表記されている。

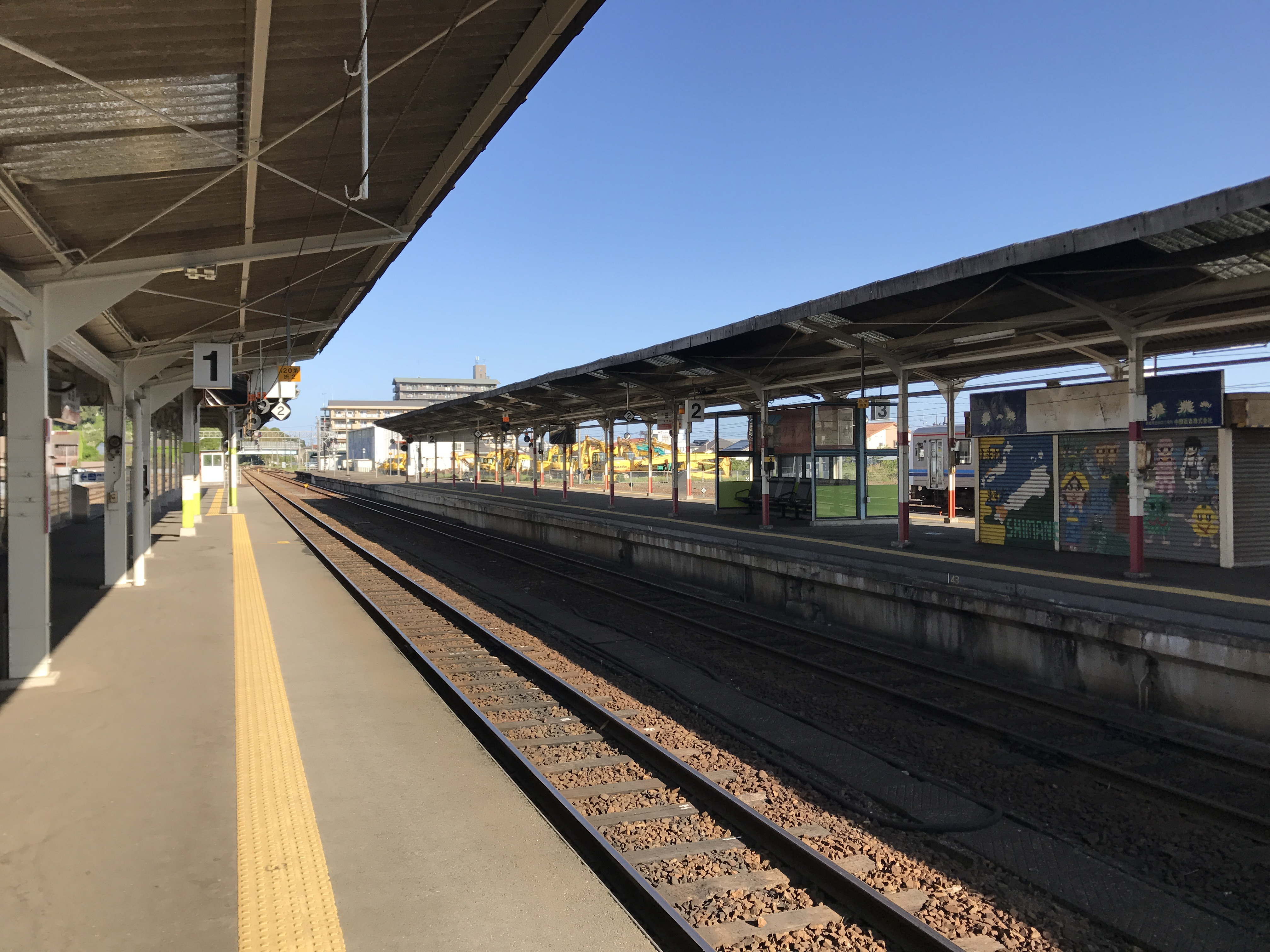
ホーム（2017年5月）
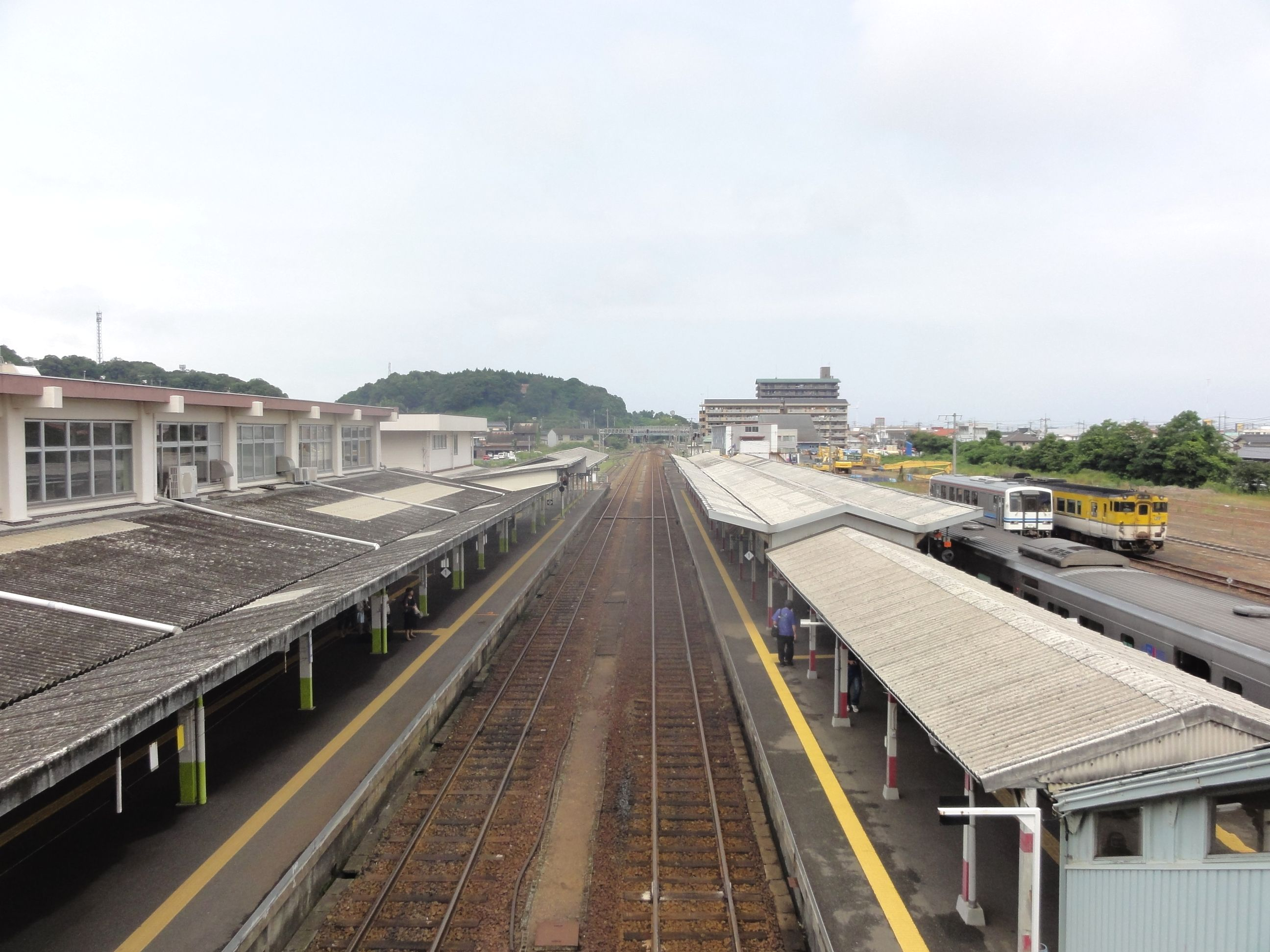
構内。画面右端は留置線（2011年7月）

## 駅弁
以前は駅前食堂の阿知波喜淑軒が調製した駅弁が発売されていたが、1990年代に撤退している。その後は駅前の店舗で立ち食いそば屋を経営しながら「かにずし」などを販売していたが、駅前再開発のため2005年に廃業している。
- 幕の内御弁当
- かにずし

## 利用状況
2022年度の1日平均乗車人員は342人である。2004年度は911人、1994年度は1,261人、1984年度は1,421人であった。
近年の1日平均乗車人員の推移は以下の通り。
| 乗車人員推移 | 乗車人員推移 |
| 年度         | 1日平均人数  |
| ------------ | ------------ |
| 1999         | 1,036        |
| 2000         | 1,002        |
| 2001         | 1,002        |
| 2002         | 1,003        |
| 2003         | 982          |
| 2004         | 911          |
| 2005         | 828          |
| 2006         | 757          |
| 2007         | 730          |
| 2008         | 734          |
| 2009         | 714          |
| 2010         | 660          |
| 2011         | 639          |
| 2012         | 651          |
| 2013         | 569          |
| 2014         | 564          |
| 2015         | 575          |
| 2016         | 529          |
| 2017         | 522          |
| 2018         | 475          |
| 2019         | 440          |
| 2020         | 309          |
| 2021         | 323          |
| 2022         | 342          |

## 駅周辺

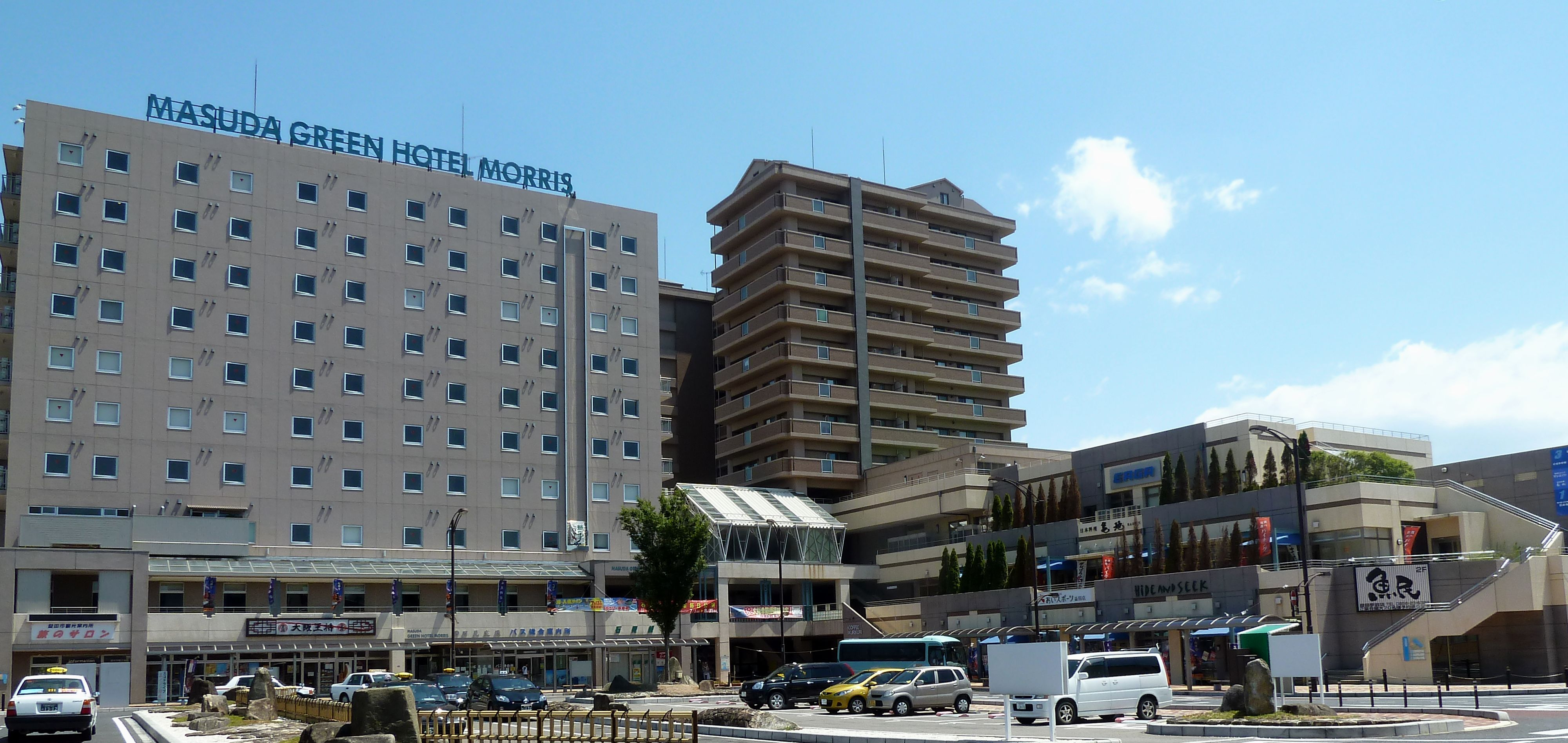
益田駅前ビル EAGA

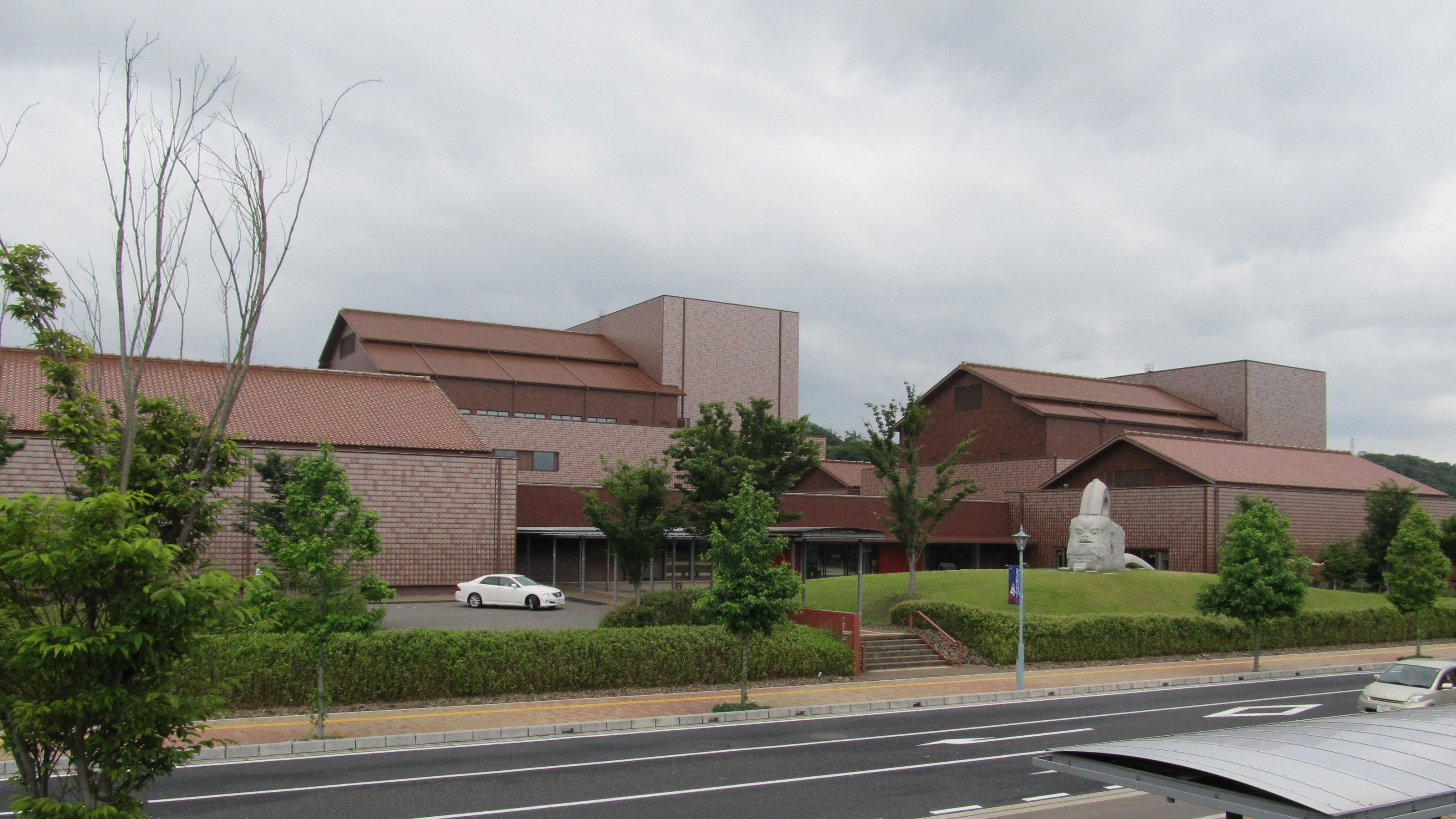
島根県芸術文化センター グラントワ

高津川と益田川に挟まれた場所に位置する。昔からの益田市街地（益田地域）は駅東側となる。
駅舎は東西に走る線路南側（吉田南地域）にあり、市役所や文化施設、商業施設等はこちら側に集中する。駅前には再開発ビルである益田駅前ビル EAGAが建つ。駅前から南に県道益田停車場線が延び、100m先で県道益田停車場線と県道益田澄川線に分かれる。
一方、駅北側（吉田地域）は約300m北側を国道191号が平行し、線路の北側には駅前広場になり得る遊休地が存在するが、整備はされていない。駅南北を結ぶ動線は駅から約300m東の県道益田吉田線のアンダーパスと、駅から約500m西の国道9号の高架橋しか無く、市では南北自由通路整備を行う計画がある。
- 益田市役所
- 益田税務署
- 益田商工会議所
- キヌヤ益田ショッピングセンター
- キヌヤ 中吉田店
- キヌヤ 東町店
- スーパーセンタートライアル益田店
- 益田郵便局
- 益田駅前郵便局
- 山陰合同銀行
- 島根銀行
- 島根県農業協同組合
- 西中国信用金庫

Shimane Cinema ONOZAWA
- 島根県芸術文化センター グラントワ
- 石西県民文化会館：「島根県芸術文化センター グラントワ」開館に伴い閉鎖。一部は「市民学習センター」として活用されている。
- ダイワボウレーヨン工場（旧・大和紡績益田工場）
- イオン益田店
- 益田赤十字病院
- 益田市立益田中学校

## バス路線
一般路線バス
- 石見交通（益田営業所）
  - 二条方面
  - 小浜・江崎方面
  - 蟠竜湖方面
  - 津和野方面
  - 匹見方面
  - 横田方面
  - 梅月方面
  - 大塚方面
  - 久城方面
  - 真砂・二川方面
  - 種方面
  - 土田方面
  - 浜田
  - 医光寺

リムジンバス
- 石見交通
  - 萩・石見空港

高速バス
- 石見交通・阪神バス
  - 津和野エクスプレス（夜行）：大阪・神戸
- JRバス中国
  - 浜田道エクスプレス（昼行）：大阪
- 石見交通
  - 広益線「清流ライン高津川号」（昼行）・新広益線（昼行）：広島

## 隣の駅
※山陰本線出雲市方面と山口線を跨る特急「スーパーおき」は全て停車する。また、山陰本線出雲市方面へ向かう特急「スーパーまつかぜ」は当駅が始発駅となる。特急列車の隣の停車駅についてはそれぞれの記事を参照。
西日本旅客鉄道（JR西日本）
 山陰本線
石見津田駅 - 益田駅 - 戸田小浜駅
■山口線
本俣賀駅 - 益田駅